# Learjet 23
Learjet 23 — двухдвигательный самолёт бизнес-класса производства американской фирмы Swiss American Aviation Corporation («Learjet»).

## История
Самолёт Learjet 23 разрабатывался на базе неудачного проекта швейцарского истребителя-штурмовика конструкции д-ра Ганса-Люциуса Штадера FFA P-16, оснащённого осевым турбореактивным двигателем «Armstrong Siddeley Sapphire».
Разработкой самолёта P-16 заинтересовался известный изобретатель Уильям Лир, который в ноябре 1959 года основал частную компанию «Swiss American Aviation Corporation» и приступил к проектированию своего первого бизнес-джета на базе P-16. Новый самолёт получил рабочее название SAAC-23 (позднее было изменено на Learjet 23), при этом конструкция крыла, топливные баки и стойки шасси были практически без изменений взяты с проекта истребителя P-16. Первые 30 серийных лайнеров оснащались двумя турбореактивными двигателями General Electric CJ610-1 с тягой 1293 кгс каждый, впоследствии больше семидесяти самолётов выпускались с двигателями модификации General Electric CJ610-4 с аналогичной тягой. 7 февраля 1963 года началась сборка первого бизнес-джета Learjet 23, который поднялся в воздух 7 октября того же года. Выпуск первого серийного самолёта состоялся 13 октября 1964 года.
Learjet 23 выпускался с 1962 по 1966 годы, всего за этот период было произведено 104 самолёта. В 1998 году в мире эксплуатировалось 39 лайнеров данного типа.
За всё время работы в различных инцидентах и происшествиях было потеряно 27 самолётов. Последний Learjet 23 выведен из эксплуатации в 2008 году.

## Эксплуатанты
США
- NASA
- Executive Jet Aviation

## Лётно-технические характеристики
Источник данных: 

Технические характеристики
- Экипаж: 2
- Пассажировместимость: 6
- Длина: 13,18 м
- Размах крыла: 10,84 м
- Высота: 3,84 м
- Площадь крыла: 21,48 м²
- Масса пустого: 2790 кг
- Максимальная взлётная масса: 5670 кг
- Силовая установка: 2 × General Electric CJ610-4
- Тяга: 2 × 12,71 кН

Лётные характеристики
- Максимальная скорость: 903 км/ч (0,82 М)
- Крейсерская скорость: 834 км/ч
- Скорость сваливания: 168 км/ч
- Практическая дальность: 2945 км (полная загрузка)
- Перегоночная дальность: 12 200 км (при 780 км/ч)
- Практический потолок: 13 750 м
- Скороподъёмность: 35 м/с

## Сохранившиеся экземпляры
- Один экземпляр в Музее Янки в Чино, Калифорния.